# Villa Scott
Villa Scott è un edificio storico di Torino situato presso la prestigiosa zona della precollina, nel quartiere Cavoretto al confine con Borgo Crimea (Borgo Po). Oltre a essere un mirabile esempio di Liberty torinese, è una delle opere di maggior interesse dell'ingegner Pietro Fenoglio.

## Storia
L'urbanizzazione della collina torinese risale tra gli ultimi anni dell'Ottocento e i primi anni del Novecento, caratterizzata da ville nobiliari e alto borghesi.
Villa Scott fu costruita su progetto del torinese Pietro Fenoglio nel 1902, avvalendosi della collaborazione del prof. Gottardo Gussoni, su commissione di Alfonso Scott, amministratore delegato della Rapid, una nascente industria automobilistica del tempo, oggi scomparsa.
Alla morte del proprietario gli eredi cedettero l'edificio alle Suore della Redenzione, che adibirono la struttura a collegio femminile, noto con il nome di Villa Fatima.
Al principio degli anni duemila, la villa è stata acquistata da privati che hanno effettuato un restauro conservativo. Nel 2017 l'edificio è stato acquistato da Banca Generali, divenendo parte di un grande fondo immobiliare della società, che nel 2022 è stato venduto a un gruppo immobiliare londinese.

## Caratteristiche progettuali
La villa è ubicata ai piedi della collina torinese sull'asse di Corso G. Lanza, in un contesto residenziale esclusivo ed è immersa nel verde dell'ampio giardino circostante.
La struttura è caratterizzata da una pianta assai articolata, arricchita dai più ricercati stilemi Liberty, che trovano la loro espressione in un trionfo di logge, bovindi, vetrate e decorazioni floreali.
L'edificio principale è preceduto da una piccola dépendance al piano stradale destinata ai custodi e dal cui fianco si staglia un'elegante e sinuosa scalinata: in questo elemento di chiara influenza hortiana si può notare la bravura di Fenoglio nello sfruttare al meglio i ben ventiquattro metri di dislivello che intercorrono tra il cancello di entrata e il limitare del giardino superiore.
Questa ripida conformazione del terreno deve probabilmente avere ispirato Fenoglio, che concepì l'edificio come un armonioso alternarsi di corpi di fabbrica che presentano, in ciascun prospetto, tipici elementi Liberty, caratterizzati da cornici in litocemento fitoformi e ampio uso di ferro battuto.

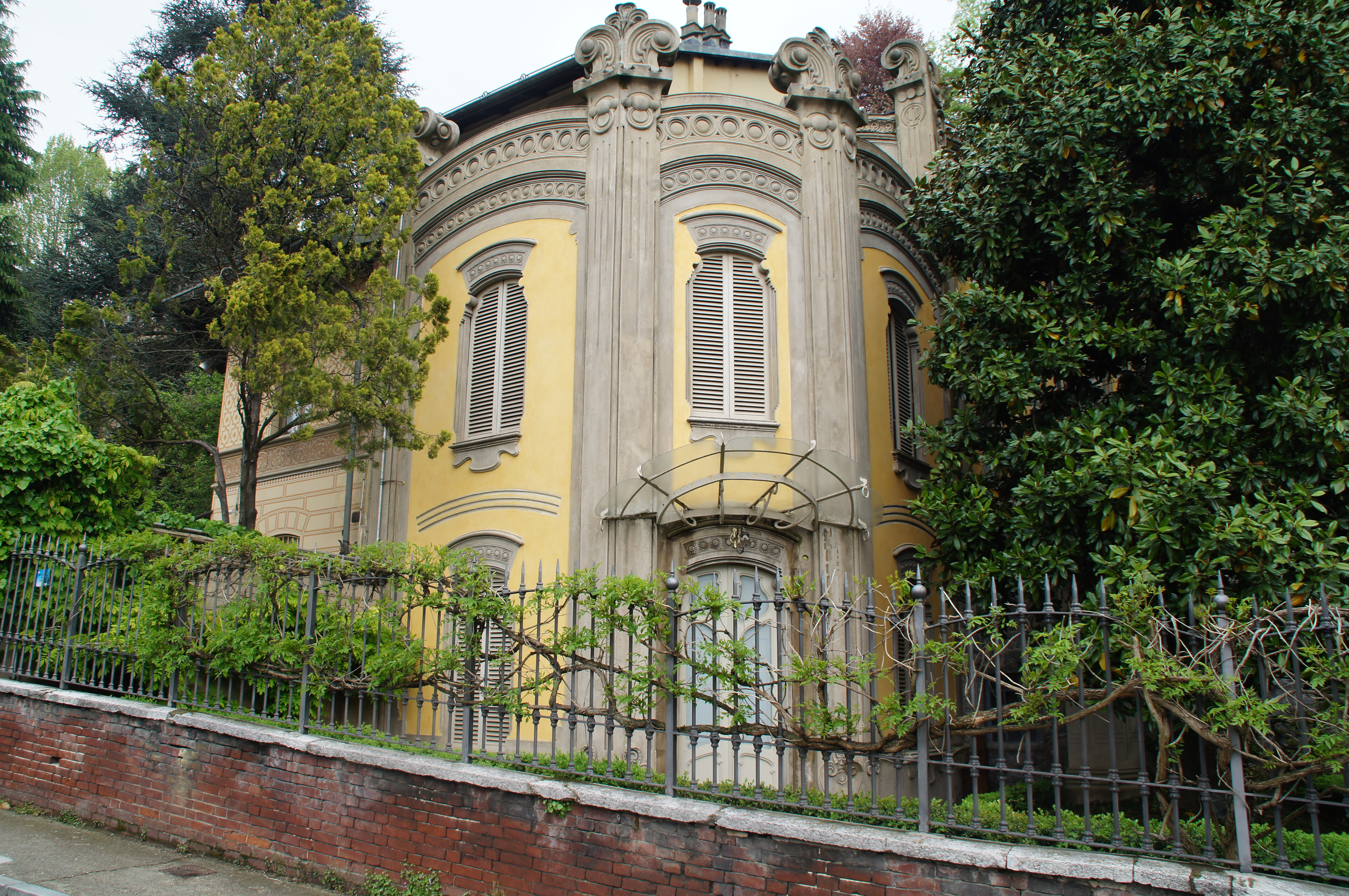
Una veduta della dépendance all'ingresso della proprietà

I due corpi laterali a torretta sono raccordati a un prominente bow-window centrale, sormontato da un terrazzo, cui corrisponde un modulo arretrato più basso. La facciata principale si presenta ricca di elementi decorativi ma si alleggerisce progressivamente aumentandone lo slancio. L'ingresso è ubicato sul lato sinistro, preceduto dall'ampia scalinata, mentre l'ala destra si erge per quattro piani fuori terra ed è scandita da tre ordini con finestre espanse a tre luci, una delle quali a forma ellittica, tutte caratterizzate da ricchi di motivi floreali in stucco. L'ala sinistra, invece, è a due ordini ed è di soli tre piani.
La distribuzione degli ambienti interni della palazzina è più tradizionale, malgrado la pianta irregolare. Le decorazioni interne prevedevano originariamente una varietà di stucchi floreali e un largo uso di tappezzerie e legno per la realizzazione di boiseries e pavimenti.
Al piano terreno (seminterrato sul retro per effetto del dislivello del terreno) ospitava originariamente i locali di servizio come la cucina, la dispensa, la cantina e l'impianto di riscaldamento. L'appartamento padronale si sviluppava invece attorno alla grande sala di ingresso alta due piani, aperta sullo scalone e rivolta verso il giardino. Ad esso erano collegati il grande salone, gli ambienti di soggiorno del primo piano e le camere da letto, con relative stanze da bagno e spogliatoi al secondo piano. Infine, l'ultimo piano ricavato nel sottotetto, era destinato al personale di servizio.
A differenza della coeva e più coerente Casa Fenoglio-Lafleur, la particolarità architettonica di Villa Scott è accentuata dalla fusione dei prevalenti stilemi Liberty alla plasticità di elementi tondeggianti di chiaro richiamo neobarocco, quasi a voler stabilire un ideale legame con l'architettura sabauda. Il risultato è dunque un Liberty quasi eclettico, analogo per distribuzione dei volumi e per gusto al Villino Raby, altra opera di Pietro Fenoglio completata l'anno precedente sempre in collaborazione con il collega Gussoni. Tuttavia, a differenza di quest'ultimo, Villa Scott riporta maggiormente l'influenza eclettica di Gussoni ma sono chiaramente riconoscibili anche testimonianze dei maggiori protagonisti della scena belga come Horta e Hankar; l'audace utilizzo di vetro e metallo, nonché il fitto decoro in ferro battuto della veranda, richiamano invece all'opera del francese Hector Guimard.

## L'edificio nel cinema

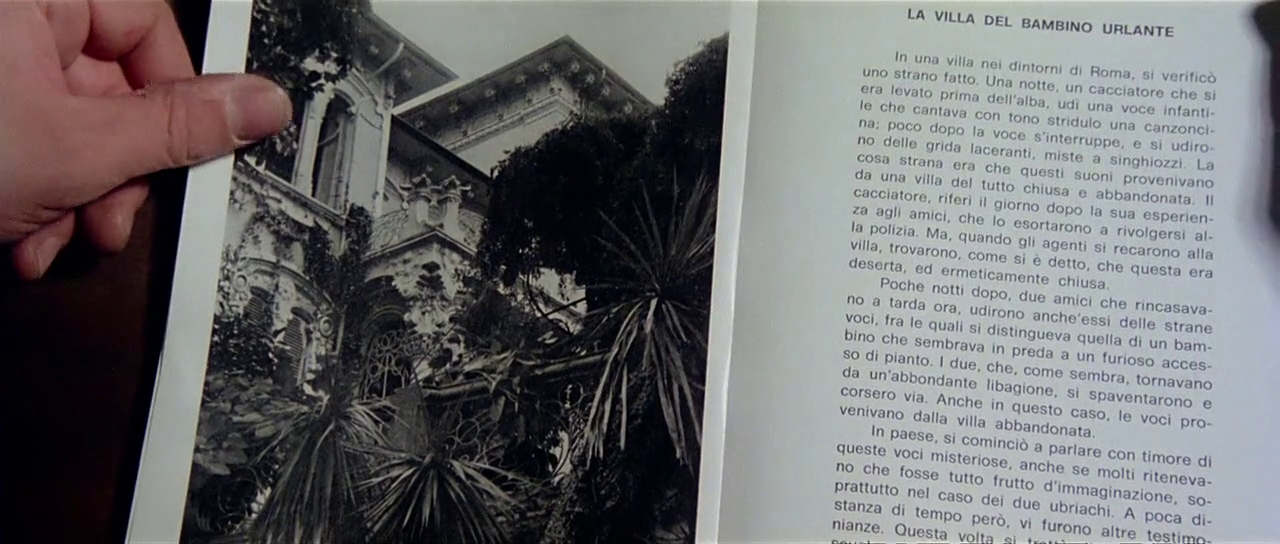
La "Villa del bambino urlante" in Profondo rosso

Nel 1974 l'edificio fu usato per alcune scene di Profondo rosso, celebre film di Dario Argento.
È infatti la lugubre villa del bambino urlante, dove Marc (David Hemmings) rinviene il cadavere mummificato del padre di Carlo e trova il disegno dell'assassinio sotto l'intonaco. Nella finzione del film l'abitazione non è situata a Torino, bensì nelle campagne intorno a Roma.
Per girare le scene la produzione pagò un periodo di villeggiatura a Rimini alle Suore della Redenzione e a tutte le ragazze allora ospitate nel collegio.